# Le Trésor de la Sierra Madre
 (décembre 2024).
Si vous disposez d'ouvrages ou d'articles de référence ou si vous connaissez des sites web de qualité traitant du thème abordé ici, merci de compléter l'article en donnant les références utiles à sa vérifiabilité et en les liant à la section « Notes et références ».
Pour plus de détails, voir Fiche technique et Distribution.
Le Trésor de la Sierra Madre (The Treasure of the Sierra Madre) est un film américain réalisé par John Huston, sorti en 1948. Il s'agit d'une adaptation du roman du même nom écrit par B. Traven en 1927.
Le film se déroule au Mexique en 1925. Deux aventuriers américains, Dobbs (Humphrey Bogart) et Curtin (Tim Holt) se rencontrent sur la grande place de Tampico. Ils partent à la recherche d’or en compagnie d’un vieux prospecteur nommé Howard (Walter Huston). Malgré les ennuis qu’il pressent, le vieillard accepte tout de même de partir. De façon surprenante, le vieux prospecteur s’avère extrêmement endurant, et sait surtout comment trouver de l'or dans la très inaccessible Sierra Madre. Les trois compagnons finissent par découvrir un petit filon et c’est alors que la discorde s’installe entre eux. Avant même de reprendre le chemin du retour à la civilisation, la « fièvre de l’or » s’empare de Dobbs auquel a échu le tiers d’une petite fortune. Sa crainte paranoïaque d’être roulé lui fait perdre d’abord sa confiance en ses deux compagnons puis sa raison lorsqu’il tente de s’emparer de la totalité du trésor, dont il se fait déposséder à son tour par les bandits auxquels le trio avait réussi à échapper précédemment.
Le film est inscrit depuis 1990 au National Film Registry pour être conservé à la Bibliothèque du Congrès des États-Unis « pour tous les temps en raison de son importance culturelle, historique ou esthétique ».

## Synopsis

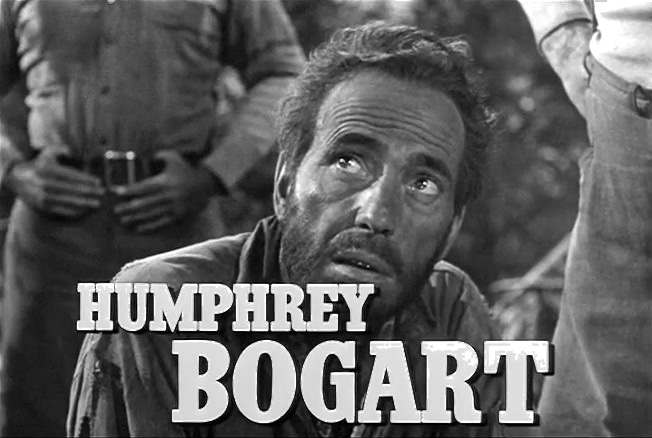
L'acteur Humphrey Bogart dans le film.

En 1925, dans la petite ville de Tampico au Mexique, deux citoyens américains sans le sou, Fred Dobbs et Bob Curtin se voient proposer du travail par Pat McCormick pour construire un puits de pétrole. Le chantier fini et de retour à Tampico, McCormick leur demande d'attendre dans un bar où il les rejoindra avec leur salaire mais disparaît sans laisser de traces.
Obligés de dormir dans un dortoir, les deux hommes rencontrent un ancien mineur, Howard, qui leur raconte comment chercher de l'or et les dangers que cela représente. Plus tard, Fred et Bob retrouvent par hasard McCormick. Les hommes se battent et récupèrent l'argent que leur ex-patron leur devait. À la suite d'un billet de loterie gagnant, Fred et Bob décident de mettre leur argent en commun et de proposer à Howard de les accompagner pour trouver de l'or dans les montagnes.
Le train qui les amène aux montagnes de la Sierra Madre est attaqué par la bande de « Chapeau d'or », mais celle-ci est mise en déroute par les fédéraux. Arrivés dans un village reculé, Howard explique à ses compagnons que l'endroit est resté vierge et qu'ils ont donc beaucoup de chances de trouver un filon. Après une longue route et de nombreuses difficultés, Howard trouve un gisement qui s'avère fructueux. Au bout d'un moment, Howard et Bob pensent qu'ils ont amassé de quoi vivre correctement jusqu'à la fin de leurs jours mais Fred souhaite qu'ils continuent leur prospection pour devenir riches. Poussé par la soif de l'or et persuadé que ses compagnons lui voleront sa part, Fred leur demande de diviser ce qu'ils ont extrait jusqu'à présent pour que chacun cache son dû. La condition de Fred se dégrade et ce dernier menace même de tuer Bob qui découvre sa cachette par hasard en voulant chasser un lézard.
Quelques jours plus tard, Fred descend au village et est témoin du jugement de deux membres du gang de « Chapeau d'Or ». Un texan, Cody, l'aborde pour lui demander ce qu'il fait dans la région. Fred prétexte qu'il chasse dans les montagnes. Malgré tout, Cody le suit jusqu'au campement et les trois prospecteurs lui cachent tant bien que mal ce qu'ils font réellement. Cody n'est pas dupe et leur propose de diviser ce qu'ils trouveront en quatre. Après concertation, Fred, Bob et Howard décident de le tuer mais « Chapeau d'Or » et ses hommes arrivent près d'eux en feignant d'être des fédéraux. Une fusillade éclate dans laquelle Cody est tué et les bandits s'enfuient à nouveau, poursuivis cette fois ci, par les vrais fédéraux. En fouillant le jeune homme, les trois prospecteurs comprennent qu'il était marié et qu'il cherchait fortune pour mettre sa famille à l'abri du besoin. Howard et Bob décident de donner une partie de leur part à la veuve, ce que refuse de faire Fred.
Pensant que les bandits pourraient revenir, les trois hommes décident d'abandonner leur campement et partent avec leurs mules, chargées d'or. En cours de route, Howard, qui parle espagnol, est conduit dans un village indien où il soigne un petit garçon. Alors que les trois chercheurs d'or reprennent leur route, les Indiens les rattrapent : pour avoir sauvé l'enfant, ils exigent qu'Howard soit leur invité pendant une semaine. Ne pouvant refuser, Howard laisse ses compagnons, qui lui garantissent qu'ils l'attendront dans la ville de Durango. La nuit suivante, poussé par la cupidité, Fred propose à Bob de se partager la part d'Howard, mais ce dernier refuse. La suspicion s'installe entre les deux hommes, attisée par les emportements de Fred qui, de plus en plus paranoïaque, accuse Bob de vouloir le doubler. Finalement, un soir, Fred tire sur Bob pour s'emparer de l'intégralité du magot. Le lendemain matin, Fred ne retrouve pas le cadavre de son ex-ami, et comprend qu'il a survécu. Terrifié que Bob le dénonce, Fred continue sa route, épuisé jusqu'à Durango, mais tombe nez à nez avec « Chapeau d'Or » et deux de ses hommes. Les bandits le tuent et s'emparent des mules pour les vendre. Prenant les sacs d'or pour du sable, les bandits les jettent et le vent disperse la poudre.
Bob est trouvé et soigné par les habitants du village où Howard a été accueilli. Les deux hommes décident de retrouver Fred. Au même moment, un petit garçon reconnaît la marque des mules que la bande de « Chapeau d'Or » tente de revendre et les dénonce aux autorités. Les bandits sont exécutés. Arrivés à Durango, Howard et Bob ne trouvent que les sacs vides. D'abord déçus, les deux hommes éclatent de rire devant l'ironie de leur situation. Howard décide de vivre définitivement au village et Bob vend leur titre de propriété pour retourner aux États-Unis pour rencontrer la veuve de Cody.
Alors qu'ils partent, la caméra s'arrête sur un cactus sur lequel un sac vide est accroché.  

## Fiche technique
- Titre : Le Trésor de la Sierra Madre
- Titre original : The Treasure of the Sierra Madré
- Réalisation : John Huston
- Scénario : John Huston, d'après le roman de B. Traven
- Production : Warner Bros.
- Musique : Max Steiner
- Photographie : Ted D. McCord
- Cadreur : Ellsworth Fredericks (non crédité)
- Direction artistique : John Hughes
- Décors de plateau : Fred M. MacLean
- Montage : Owen Marks
- Budget : 3,8 millions de dollars (estimation)
- Pays de production :  États-Unis
- Sortie en France : 1962 (affiche Yves Thos)[réf. souhaitée]
- Format : Noir et blanc
- Genre : Film d'aventure, Western
- Durée : 126 minutes
- Date de sortie : 
  - États-Unis : 6 janvier 1948
  - France : 11 février 1949
- Affiche : René Péron (France)[réf. souhaitée]

## Distribution
- Humphrey Bogart (VF : Claude Péran) : Fred C. Dobbs, dans la misère à Tampico
- Tim Holt (VF : Jean Davy) : Curtin, son compagnon d'infortune
- Walter Huston (le père du réalisateur) (VF : Camille Guérini) : Howard, vieux baroudeur malicieux
- Alfonso Bedoya : « Gold Hat », le chef des bandits mexicains
- Barton MacLane (VF : François Destac) : Pat McCormick, le chef de chantier escroc
- Bruce Bennett (VF : Raymond Loyer) : James Cody
- Robert Blake : le petit garçon qui vend les billets de loterie
- John Huston (VF : Paul Lalloz) : le riche américain au complet blanc
- Arturo Soto Rangel : le président
- Jack Holt (non crédité) : un clochard de l'asile de nuit (a flophouse bum)
- Manuel Dondé (VF : Serge Nadaud) : El Jefe
- José Torvay : Pablo
- Margarito Luna : Pancho

## Scénario et contexte historique
Le film s’inspire fidèlement du roman éponyme (paru en allemand en 1927) de B. Traven, un écrivain énigmatique aux idées anarchistes.
Le projet de film commence à l’initiative de John Huston, qui écrit en 1946 à B. Traven son désir d’adapter le roman au grand écran. B. Traven lui répond favorablement, et lui propose une rencontre à Mexico, où le réalisateur rencontre Hal Croves, officiellement fondé de pouvoir de Traven (selon Rolf Recknagel, biographe de Traven, il s’agit de Traven lui-même sous une fausse identité). Hal Croves est embauché comme conseiller technique sur le tournage, pour les scènes tournées au Mexique.

## Tournage
Plusieurs scènes du film ont été tournées à Tampico et ses environs, où vécut B. Traven dans les premières années de sa vie au Mexique, bien que le nom de la ville ne soit jamais mentionné.
Le caractère difficile de B. Traven se révéla lors du tournage, lorsqu’il exigea que le père de John Huston, Walter, soit remplacé en cours de route par Lewis Stone. John Huston s’y opposa et tint bon. De sa rencontre avec Hal Croves jusqu’aux échanges épistolaires avec celui-ci et Traven qui ont suivi le tournage, plusieurs indices ont convaincu Huston que Croves et Traven ne formaient qu’un, ce qu’il confie au magazine Time et à Life en février et mars 1948.

## Récompenses et distinctions
- Ce film vaut à John Huston l’Oscar 1948 du meilleur réalisateur et l'Oscar du meilleur scénario adapté (meilleure adaptation d'une histoire déjà parue).
- Walter Huston, le père de John Huston, s’est vu attribuer l’Oscar du meilleur second rôle en 1948.

## Autour du film
- Le Trésor de la Sierra Madre est l’un des premiers films hollywoodiens à être tourné presque entièrement hors des États-Unis, certaines scènes de nuit ont toutefois été tournées en studio.
- Tournage du 6 avril 1947 au 18 juillet 1947[6].
- Un héloderme apparaît lors d'une crise de paranoïa de Dobbs : le gros lézard multicolore, à la morsure mortelle, se glisse sous la pierre où Dobbs a dissimulé ses biens (des sacs remplis de poudre d'or). Dobbs arrive alors que Curtin cherche à tuer le lézard, et pensant que son acolyte est en train de le voler, entre en fureur. Dans l'affrontement qui suit, Curtin, pour effrayer Dobbs, décrit la morsure du monstrùo de Gila, donnant une leçon de sciences naturelles simpliste mais véridique : « il ne lâche pas prise, même si on lui coupe la tête, même quand l'homme est mort », etc.
- Lors du casting, l'acteur Walter Huston, alors âgé de 64 ans, demanda à son fils de lui donner un rôle (comme à Jack Holt, le père de Tim Holt). John répond à son père qu'il ne fait pas l'affaire, car il paraît trop jeune et trop prospère. Le père enlève alors son dentier, et demande à son fils : « Et comme ça, ça ira ? ».
- Caméos :
  - Le réalisateur John Huston apparaît au début du film dans le rôle d’un riche américain qui se voit sollicité pour des aumônes à plusieurs reprises par son compatriote Dobbs.
  - L’actrice Ann Sheridan apparaît brièvement sous les traits d’une prostituée faisant le trottoir dans la ville de Tampico (ceci est cependant controversé).
  - Le père de Tim Holt, l’acteur Jack Holt, une célébrité du cinéma muet et des premiers westerns parlants fait lui aussi une brève apparition au début du film.
- L'expression « Stinking badges » : quand les bandits (bandoleros) et leur chef Gold Hat approchent le camp des Américains, ils cherchent à se faire passer pour des policiers (Federales). Mais Dobbs, Winchester braquée, leur répond : « Et où sont vos insignes ? ». Furieux, Gold Hat crie (en mauvais anglais) : « Insignes ? On n'a pas d'insignes ! On n'a pas besoin d'insignes. J'ai pas besoin de vous montrer ces saletés d'insignes ! » ( « Badges? We ain't got no badges! We don't need no badges. I don't have to show you any stinkin' badges! »). Cette ligne de dialogue de film (tirée du texte de B. Traven mais expurgée de ses injures hispaniques du 2e degré) est classée 36e sur 100 répliques du cinéma américain par l'American Film Institute (AFI's 100 Years... 100 Movie Quotes)[7].
- En 1971, John Huston joue comme acteur dans une autre adaptation d’un roman de Traven, The Bridge in the Jungle (d’après Le Pont dans la jungle), réalisé par Pancho Kohner